# Микрорайон Жукова (Старый Оскол)
Микрорайон Жукова (первоначально микрорайон №2) — микрорайон Северо-Восточного района Старого Оскола.
Первый микрорайон «Нового города» (Северо-Восточного района) строившегося для обеспечения жильём работников Оскольского электрометаллургического комбината. Микрорайон возводился в соответствии с генеральным планом разрабатывавшимся коллективом архитекторов Гипрогор, под руководством архитектора Бутовой Клавдии Семёновны.
Носит имя маршала Советского Союза Георгия Константиновича Жукова.

## История
Строительство микрорайона началось в 1976 году с торжественной закладки первого камня дома №25. В микрорайоне разместились парк и кинотеатр «Быль», открытый в 1982 году. В 2004 году в новое здание, по адресу микрорайон Жукова дом 30в, переехала Центральная городская библиотека имени А. С. Пушкина, до этого располагавшаяся на улице Ленина. В 1988 году на площади перед кинотеатром «Быль» торжественно открыт памятник Жукову. Позже ансамбль площади был дополнен «Аллеей Славы» с бюстами участников Великой Отечественной войны Героев Советского Союза уроженцев Староосколького района. После присвоения городу почётного звания Город воинской славы перед памятником Жукову установили стелу Город воинской славы. Завершила архитектурный ансамбль площади, получившей имя Площадь Победы, установка скульптурной композиции «После боя» в 2012 году. В 2023 году в здании бывшего кинотеатра «Быль» открылся центр современного искусства.

## Описание
Расположен в западной части Северо-Восточного района, ограничен проспектами Алексея Угарова (бывший проспект Металлургов), Молодёжным, Победы (бывшая улица XXV партсъезда) и улицей Шухова. Граничит с Микрорайонами Макаренко, Солнечный, Олимпийский и Конева. На проспекте Алексея Угарова расположены две остановки Старооскольского скоростного трамвая — Микрорайон им. Жукова и Микрорайон Солнечный. На территории микрорайона располагается выставочный центр «Быль», Центральная библиотека им. Пушкина, парк Победы (бывший парк Металлургов), учреждения образования и торговли.

## Галерея
| - Здание бывшего кинотеатра "Быль" - Стелла «Город воинской славы» на площади Победы |